# Norgesmesterskapet 1967
La Norgesmesterskapet 1967 di calcio fu la 62ª edizione del torneo. La squadra vincitrice fu il Lyn Oslo, che vinse la finale contro il Rosenborg con il punteggio di 4-1.

## Risultati

### Terzo turno
| Squadra 1      | Risultato      | Squadra 2    |
| -------------- | -------------- | ------------ |
| Vigør          | 2 - 2 (d.t.s.) | Pors         |
| Hødd           | 3 – 1          | Herd         |
| Mjøndalen      | 4 – 1          | Østsiden     |
| Viking         | 5 – 1          | Stabæk       |
| Odd            | 1 - 3          | Fredrikstad  |
| Varegg         | 4 – 2          | Start        |
| Vard Haugesund | 1 - 2          | Brann        |
| Vålerengen     | 3 – 2 (d.t.s.) | Bryne        |
| Årstad         | 0 - 3          | Lyn Oslo     |
| Brekstad       | 0 - 4          | Steinkjer    |
| Rosenborg      | 4 – 1          | Molde        |
| Brevik         | 1 - 3          | Strømsgodset |
| Fram Larvik    | 4 – 1          | Aurskog      |
| Mo             | 1 - 4          | Kvik         |
| HamKam         | 3 – 0          | Raufoss      |
| Gjøvik-Lyn     | 4 – 0          | Strømmen     |

#### Ripetizione
| Squadra 1 | Risultato | Squadra 2 |
| --------- | --------- | --------- |
| Pors      | 5 – 1     | Vigør     |

### Quarto turno
| Squadra 1    | Risultato | Squadra 2   |
| ------------ | --------- | ----------- |
| Pors         | 1 - 4     | Vålerengen  |
| Fredrikstad  | 2 – 1     | Gjøvik-Lyn  |
| Lyn Oslo     | 3 – 1     | Fram Larvik |
| Brann        | 5 – 2     | Hødd        |
| Strømsgodset | 0 - 1     | Mjøndalen   |
| Kvik         | 0 - 6     | Viking      |
| Steinkjer    | 3 – 1     | Varegg      |
| HamKam       | 1 - 4     | Rosenborg   |

### Quarti di finale
| Squadra 1 | Risultato | Squadra 2   |
| --------- | --------- | ----------- |
| Brann     | 1 – 0     | Steinkjer   |
| Rosenborg | 7 – 2     | Fredrikstad |
| Mjøndalen | 2 - 4     | Lyn Oslo    |
| Viking    | 0 - 1     | Vålerengen  |

### Semifinali
| Squadra 1 | Risultato | Squadra 2  |
| --------- | --------- | ---------- |
| Lyn Oslo  | 4 – 0     | Vålerengen |
| Rosenborg | 3 – 1     | Brann      |

### Finale
| Arbitro: | Hornslien |

|                                                             |           |             |
| Dybwad-Olsen 10’ (rig.) H. Berg 25’, 42’ K. Berg 52’ (rig.) | Marcatori | 34’ Iversen |

#### Formazioni
| Lyn Oslo (4-2-4) |  |                     |
|                  |  |                     |
| POR              |  | Svein Bjørn Olsen   |
| DIF              |  | Jan Rodvang         |
| DIF              |  | Kjell Saga          |
| DIF              |  | Helge Østvold       |
| DIF              |  | Knut Kolle          |
| CEN              |  | Svein Bredo Østlien |
| CEN              |  | Andreas Morisbak    |
| ATT              |  | Jan Berg            |
| ATT              |  | Harald Berg         |
| ATT              |  | Ola Dybwad-Olsen    |
| ATT              |  | Knut Berg           |
| A disposizione:  |  |                     |
| POR              |  | Reidar Tessem       |
| CEN              |  | Tom Ørehagen        |
| ATT              |  | Sveinung Aarnseth   |

| Rosenborg (4-2-4) |  |                  |
|                   |  |                  |
| POR               |  | Tor Røste Fossen |
| DIF               |  | Knut Jenssen     |
| DIF               |  | Kåre Rønnes      |
| DIF               |  | Nils Arne Eggen  |
| DIF               |  | Kjell Hvidsand   |
| CEN               |  | Svein Haagenrud  |
| CEN               |  | Jan Christiansen |
| ATT               |  | Tore Pedersen    |
| ATT               |  | Harald Sunde     |
| ATT               |  | Odd Iversen      |
| ATT               |  | Birger Tingstad  |